# Биекенов, Кенес Умбетжанович
Кенес Умбетжанович Биекенов (род. 26 сентября 1933, Шалкар Актобинской области) — казахский советский ученый, кандидат философских наук (1968), доктор социологических наук (1993), профессор (1993), академик Академии политических наук Казахстана (1998), Почетный работник системы образования Казахстана (2003), академик Академии Высшей школы Казахстана (2004).

## Биография
Окончил Казахский государственный университет им С. М. Кирова (1956).
В 1965—1968 годах аспирант Академии общественных наук при ЦК КПСС.
В 1973—1978 годах заведующий кафедрой философии Актобинского института.
С 1978 года доцент, заместитель заведующего кафедрой философии АВПШ, заведующий кафедрой социологии и социальной психологии Алматинского института политологии и управления, заместитель заведующего кафедрой социологии и философии КИМЭП.
С 1993 года — заведующий кафедрой социологии КазНУ имени ал-Фараби. Руководитель секции «Социология» Правительственной программы «Культурное наследие».
С 2001 года вице-президент Ассоциации социологов Казахстана, инициатор создания Ассоциации социальных работников Казахстана (2004). Инициатор проведения первых международных конференций, семинаров и конгрессов социологов Казахстана, по итогам которых под редакцией Биекенова опубликовано 9 сборников. Автор более 200 научных трудов, посвященных проблемам социологии, в том числе учебное пособия «Методика преподавания социологии», «Социология». Награждён медалью имени А.Байтурсынова «Лучший автор» за создание учебных пособий,

## Сочинения
- Коллектив и личность. — М., 1969;
- Коллектив и политическое сознание. — А.-А, 1971;
- Политическая культура и её требования к руководителю. — А., 1993;
- Экономическая социология. — А., 2001 (в соавт.);
- Методика преподавания социологии. — А,, 2002 и др.